# Rappolz
Rappolz ist eine Ortschaft und eine Katastralgemeinde der Gemeinde Waldkirchen an der Thaya im Bezirk Waidhofen an der Thaya im niederösterreichischen Waldviertel.

## Geografie
Im an der Staatsgrenze zu Tschechien liegenden Dorf entspringt der Janitzbach, der über den Edelbach in die Thaya mündet. Durch den Ort führt die Landesstraße L8157. Am 1. April 2020 umfasste die Ortschaft 51 Adressen.

## Geschichte
Seut 1570 zählt der Ort zur Herrschaft Weikertschlag. Die Landbauern waren mit einer ausreichender Bestiftung versehen und zogen besonders Roggen und Erdäpfel, daneben aber auch Weizen, Gerste und Hafer sowie Wicke, Flachs, Kohl, Rüben und Klee, berichtete Schweickhardt im 19. Jahrhundert über den Ort.
Im Jahr 1822 wurde der Ort als Dorf mit 37 Häusern genannt, das nach Waldkirchen eingepfarrt war, wohin auch die Kinder eingeschult wurden. Die Herrschaft Drosendorf besaß die Ortsobrigkeit, übte die Landgerichtsbarkeit aus und hatte die Grundherrschaft inne. Die Konskription wurde von der Herrschaft Gilgenberg besorgt. Laut Adressbuch von Österreich waren im Jahr 1938 in der Ortsgemeinde Rappolz zwei Gastwirte, ein Gemischtwarenhändler, ein Maurermeister, ein Schmied, ein Schneider, ein Schuster, zwei Trafikanten, ein Wagner und zahlreiche Landwirte ansässig.